# 千葉県
千葉県（ちばけん）は、日本の関東地方に位置する県。県庁所在地は千葉市。
首都圏を構成し、都道府県人口・人口密度は第6位、県の財政力指数は全国第4位（2022年度）、面積は第28位、県内総生産は7位（2021年度）の規模である。

## 概要

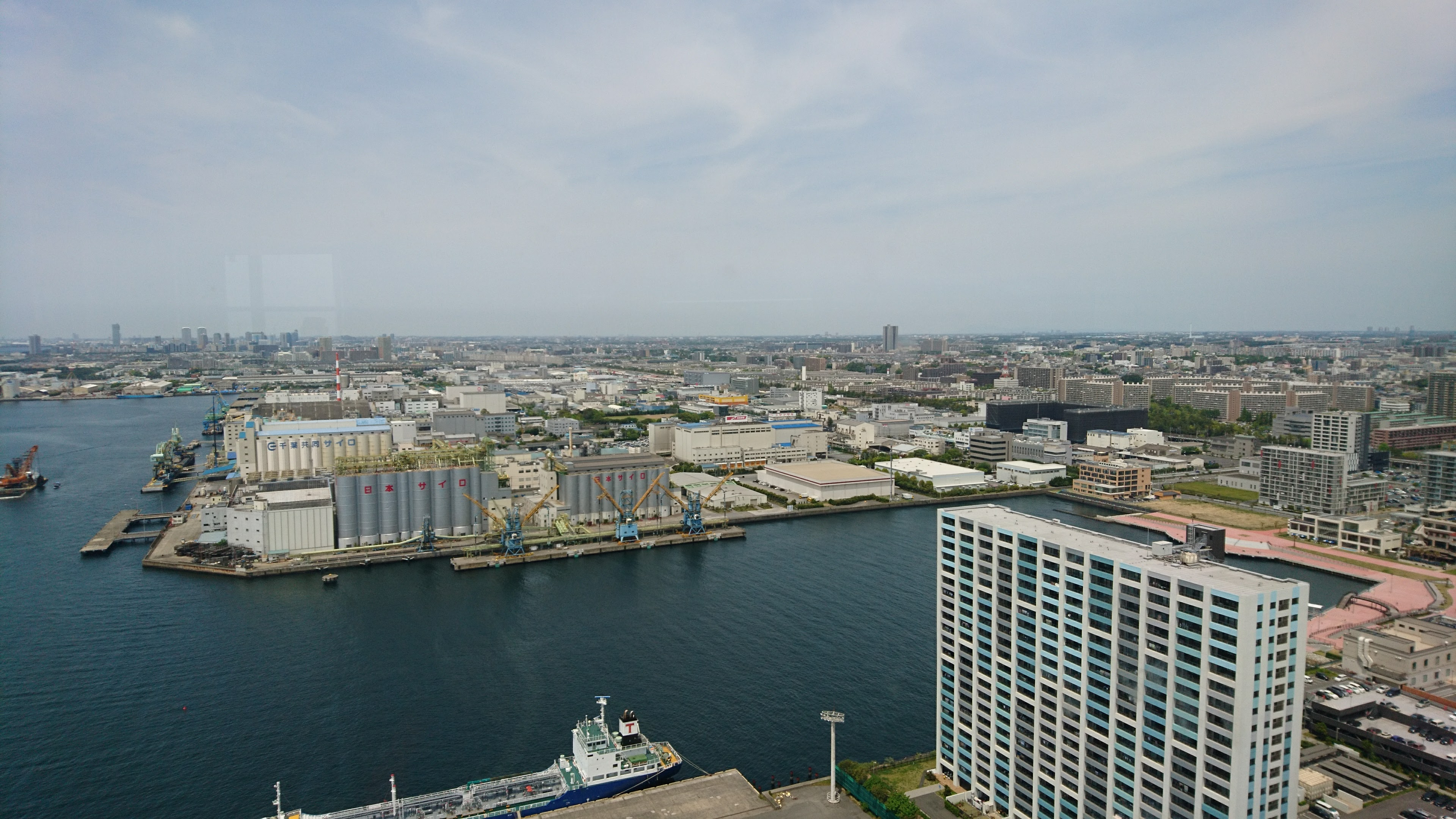
千葉港中央部

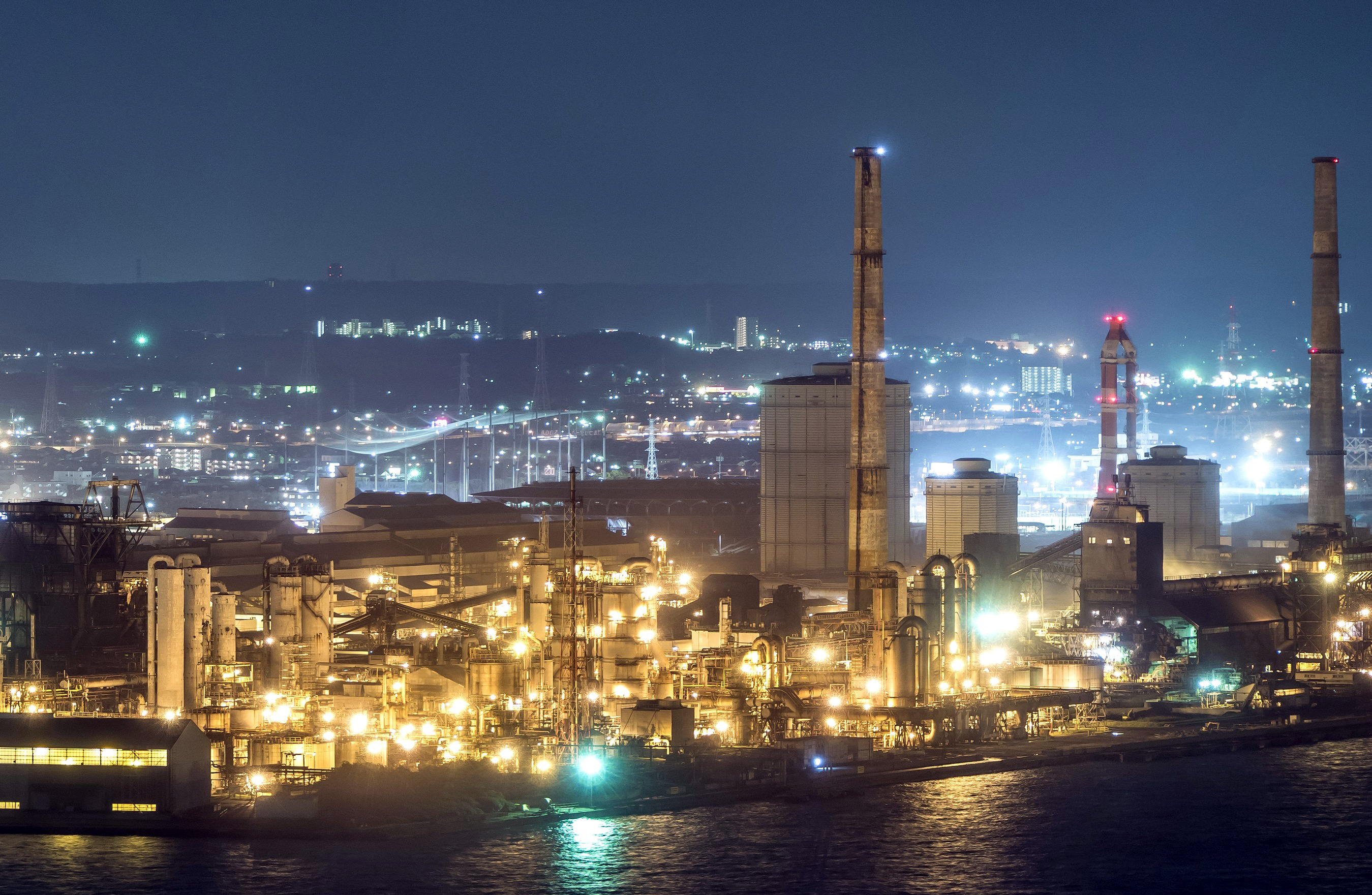
京葉工業地帯

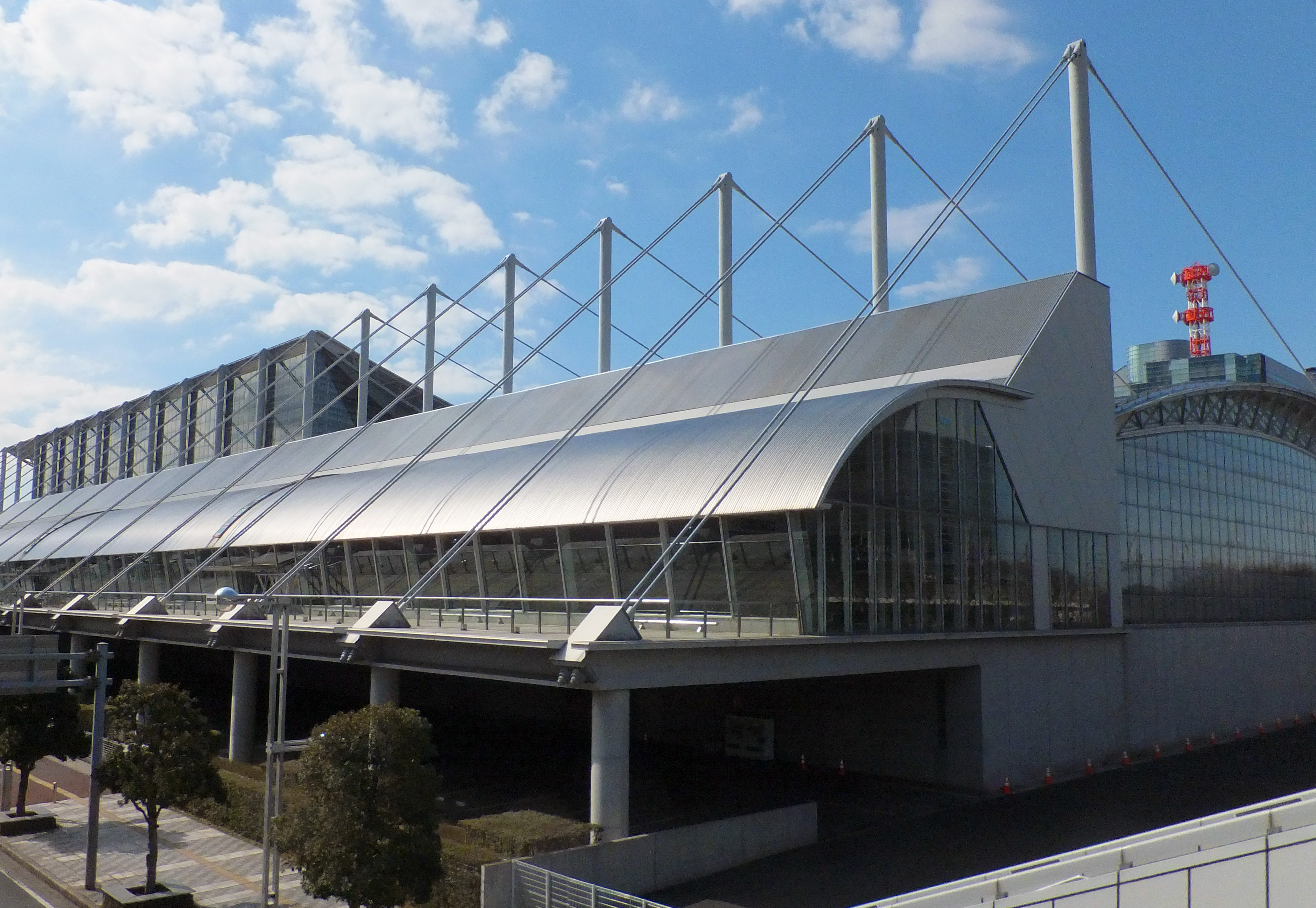
幕張メッセ（幕張新都心）

日本の関東地方南東側、東京都の東側に位置し、県域は東海道筋に古くから栄えた律令制以来の房総三国である上総国（南総）・安房国（房州）の全土と、下総国（北総）の一部から成り立っている。県の大部分を房総半島が占める。
中心業務地区の幕張新都心、アジア地域有数の国際見本市会場である幕張メッセ、国際線旅客数・就航都市数・貿易額で日本一の成田国際空港、東京港や横浜港などとともに東京港湾の一角を担う千葉港、水揚げ量日本一で日本三大漁港の銚子漁港、集客施設来場者数日本一の東京ディズニーリゾート（TDR）、日本で唯一国際標準模式層断面及び地点に認定され、チバニアン（千葉時代）として地質年代の名称になる証拠となった地層千葉セクション、東京大学・千葉大学（柏キャンパス）、国立ガン研究センター(東)を中心とした公・民・学連携の柏の葉スマートシティ、日本一の数を有する海水浴場、自然豊かな南房総国定公園・水郷筑波国定公園などを筆頭とした観光・リゾート地、優れた社会基盤、豊かな地域資源、バランスの取れた産業構造を核としている。東京湾臨海部の内房地域には製造品出荷額全国第2位の市原市を中核に京葉工業地域の工場群が広がっており、工業も盛んである。成田国際空港がある影響で訪日旅客数は東京都と大阪府に次いで全国第3位。
県の人口は6,284,480人、面積は5,156.74平方キロメートル（km2） である。1920年（大正9年）10月1日、国勢調査での県の人口は約100万人であった。その後東京一極集中の影響で鉄道アクセスがよい地域を中心に増加を続け、1983年10月1日には500万人を超え、2002年9月17日に600万人を突破した。以降、人口は増加傾向である。東葛飾地域や千葉市といった東京から地理的に近い県北西部に県内の人口が偏重している。また、これらの地域は鉄道交通の利便性が高いため東京都区部（23区）に通勤通学する居住者が多く、県庁所在地である千葉市も含めて東京のベッドタウン・衛星都市となっている（「千葉都民」も参照）。そのため、県内の昼夜間人口比率は100を大きく下回り、県全体で90前後である。
県内の市町村数は54市町村 (37市16町1村)、県内の政令指定都市は千葉市、中核市は船橋市・柏市、業務核都市は千葉市・柏市・成田市・木更津市・印西市である。船橋市、柏市、千葉市の駅前を中心に商業が発展している。

### 概史
1873年（明治6年）6月15日に、北西部の印旛県と南部の木更津県が合併し、旧両県の境で千葉氏の本拠地でもあった現在の千葉市中央区（亥鼻城址周辺）に県庁が設置され、現在の千葉県が成立した。6月15日が県民の日と定められた所以である。1875年（明治8年）5月7日 には新治県が廃止分割され、利根川以南の下総国に属する香取郡・海上郡・匝瑳郡が千葉県に編入された。
県内には100万規模の人口を有する政令指定都市の千葉市を筆頭に、中核市最大の人口約64万人を有する船橋市、50万都市の市川市・松戸市、40万都市の中核市である柏市、30万近い都市の市原市、20万都市が流山市、八千代市と中核市同等の人口を持つ自治体が多数存在することも特徴として挙げられる。千葉市は国家戦略特区・国際会議観光都市・都市再生特別地区・グローバルMICE都市 に指定されており、国際機関を始めとした国の業務中枢機能と住宅中心の土地利用計画を大幅に見直した幕張新都心を中心に、関東地方において独自の重要性を持つ世界に開かれた国際都市の役割を担う。
平地の割合が大きく、可住地面積が広いことからも古くから住宅地開発が進んでおり、県北西部の人口は稠密である。特に高度経済成長と都市部の過密化により、通勤五方面作戦にて複々線化を行った総武本線・常磐線や京成電鉄沿線に位置する都市は繁華街も多く、大規模商圏による拠点性・集積性のある駅周辺の人口増加が著しい傾向にある。近年では都市再開発が進み、全国1741市区町村中、財政力指数が第7位の浦安市や第16位の成田市（2023年度）など、財政・制度・施設が充実した都市も増えている。特に新通勤五方面作戦で提示された性格を継承して開業した京葉線沿線（新浦安、南船橋、幕張ベイタウンなど）や、首都圏新都市鉄道つくばエクスプレス沿線（流山おおたかの森、柏の葉キャンパスなど）のほか、北総鉄道北総線・京成松戸線（旧・新京成電鉄新京成線）沿線（新鎌ケ谷など）、東葉高速線沿線（八千代緑が丘、八千代中央など）、東京湾アクアラインにより利便性が向上した袖ケ浦市・木更津市（かずさアクアシティ）などでは、新興住宅地の開発が加速し、東京都心や成田国際空港・東京国際空港 へのアクセスの良さからも、大規模なマンションや住宅街が林立し、商業施設の充実、整備された公共施設、自然豊富な住環境が整っている。
地域ごとに多様な特色を持っており、バランスの取れた産業構造（農業・漁業・工業・商業）である。太平洋ベルトを構成する京葉工業地帯（浦安市から富津市）の東京湾沿岸は都市化・工業化が進んでおり、日本三大港湾に係る基幹産業の大規模施設として、発電所、製鉄所、製油所、造船所のほか、コンテナターミナル、物流センター、LNG基地、石油コンビナートなどが立地している。製造品出荷額は愛知県、大阪府、静岡県、兵庫県、神奈川県に次いで全国第6位（2022年）である。また、柏の葉地域（柏市）には東京大学・千葉大学（柏キャンパス）、国立ガン研究センター(東)を中心とした公・民・学連携の新産業創造都市（柏の葉スマートシティなど）が形成されているほか、北総地域では地盤の堅さなどからデータセンター（DC）が進出しており、特に印西市では外資系企業を含むDCが集中していることから、「データセンター銀座」とも呼ばれている。一方、酪農発祥の地である嶺岡牧や日本三大漁港の銚子漁港など、太平洋や関東平野の地勢を生かした近郊農業・漁業が発達しており、平野部では畑作・稲作が盛んなほか、丘陵部では酪農が盛んである。農業産出額は全国第4位（2022年）、海面漁業・養殖業産出額は第19位（2022年）である。
貿易港としても貿易額日本一の成田国際空港や、日本三大貿易港である千葉港を有するほか、南房総市の太平洋沿岸には通信事業者の海底ケーブル陸揚局が集中しており、北アメリカとアジア諸国を通信で結ぶ重要拠点となっている。
2021年度の県内総生産は20兆8,069億円であり、世界の過半数の国の国内総生産より大きな規模を有している。

### 名称
「千葉」という地名は、平安時代初期に編纂された勅撰史書『日本後紀』より、律令制以前の千葉国造（国造名）や律令制以来の千葉郡（郡名）にみることができる。
地名の由来については諸説あるが、現存の文書中最も古くにみえるのは、日本に現存する最古の和歌集である『万葉集』に防人であった下総国千葉郡の大田部足人が755年（天平勝宝7歳）に詠んだ遠方へ赴いた兵士が故郷に残した切ない初恋の防人歌 として、歌の冒頭に「知波乃奴乃（千葉の野の）」と記されている。また、奈良時代の『日本書紀』と『古事記』の両書には、応神天皇が大和国から近江国に向かう途中、山城の宇治野の丘で遠く葛野一帯を望んでの国見歌で現れる「千葉の」は「数多くの葉が繁茂する」の意で、葛の葉が良く繁栄したことから葛の枕詞として用いられたのだと、契沖（国学者）以来考えられており、「千葉」という地名に託した願い「土地と子孫の繁栄を願っての地名」を知る上での重要な資料とされている。

『万葉集』「第20巻4387番」より和歌の詳細については、以下を参照。
『日本書紀』「歌謡三四原歌」より和歌の詳細については、以下を参照。

## 地理
千葉県の県庁所在地である千葉市を中心にコンパスで円を書くと、南西諸島以外の日本列島は半径1,000キロメートル圏内にほとんど収まる位置にある。地理的特性として関東平野に含まれるが、南部は東と南を太平洋、西は東京湾と三方を海に囲まれた房総半島となっている。平野と丘陵が県土の大半を占め、海抜500メートル以上の山地がない日本で唯一の都道府県である。外洋に面していることから古来より開放的で外来文化が渡来しやすいという良い側面もあった。また、隣接する都県とは利根川、江戸川、東京湾、太平洋によって画され、古くは外敵の進入を防ぐ役割や覇者の起死回生の地としての役割を担ってきた。近年では東京湾フェリーや東京湾アクアラインの開通によって半島性が緩和されている。
地勢上、広大な可住地と、長大な海岸線を有している。起伏の少ない県であり、関東平野の一部である北部は、海岸（東京湾・太平洋）や河川（利根川・江戸川など）沿いの低地と下総台地からなる。南部側は房総丘陵などの丘陵地帯だが、最高峰は標高408メートルの愛宕山であり、全都道府県のうち最高峰（点）が最も低い。そのため比較的温暖な気候に恵まれている。また、沖縄県以外の都道府県では唯一、冷温帯林が存在しない。標高329メートルの鋸山や鹿野山など、観光地化されているところもあり、南房総国定公園、水郷筑波国定公園など、景勝地も豊富である。下総台地は関東屈指の畑作地帯で根菜や、西瓜など有名である。また、葛飾地方は江戸時代から梨の生産が盛んだが、栽培が難しい上に、戦後の都市化の影響で、年々梨園は減少の一途を辿っている。また市川市ではかつて桃の栽培もされており、総武線や京成本線沿線の黒松並木は桃農園の境だった。房総は鐵道や町の近代化が遅れていたため、昭和後期頃までは昔ながらの風景が残っていた。しかし、観光地化によって町は発展したものの、昔ながらの営みは失われかけ、房総独特の文化や自然は減ってしまっている。だが、それらを取り戻そうと奮闘する人たちもいる。まだ自然と人とのバランスが保たれた営みはは残っているもののいつまでつづくかはもはや時間の問題である。
房総半島の東京湾側は内房（うちぼう）、房総半島の太平洋側は外房（そとぼう）と呼ばれ、主に房総半島の洲埼・洲埼灯台がその境とされる。
内房の東京湾沿いは埋立地が多く浦安市などでは面積が増加した。そのため、県の面積が一時、愛知県を上回っていた時期もある。東京湾口には館山湾があり、浦賀水道の対岸には三浦半島（神奈川県）がある。房総半島の洲埼灯台と三浦半島の剱埼灯台を結ぶ線は浦賀水道（東京湾）と太平洋との境界となる。
外房の太平洋沿いには九十九里浜が面し、九十九里平野が広がる。半島南部には房総丘陵、半島中央部には上総丘陵と上総台地 、半島北部には下総台地があり、これらの台地や丘陵には縄文期の侵食によってできた谷底平野（谷津田）も見られる。一方で半島の北部から中部にかけて下総台地を囲む形で北西に江戸川低地、西に東京湾岸低地、北に利根川下流低地、東に九十九里沖積低地が分布する。
関東地方に属する都県では唯一、関東以外の地域と隣接していない。
平均海抜は46メートルとなっており、これは沖縄県の43メートルに次いで低い数値である。そのため、縄文海進が最大規模となった紀元前4000年ごろには、現在の古東京湾（南部）と香取海（北部）によって本州と分断されており、後に赤堀川・逆川が開削される微高地で繋がっている状態であった。
印旛沼は長門川と印旛放水路の二つの川と接続しており、長門川は印旛沼から利根川へ流れる河川であるが、印旛放水路は利根川の増水時に長門川による印旛沼の排水が困難になった際に東京湾に排水を行う役目を持つのが特徴である。
県の最端部は突出しているのが特徴である。県最北端は野田市の関宿地区（関宿藩の城下町）となっており、そのほかは海に突出する岬となっている。
- 県最東端：犬吠埼（銚子市）
  - 東経140度52分10秒。関東地方最東端。厳密には犬吠埼北側の君ケ浜北端の岬が東経で11秒ほど東にあり、統計上はこちらが最東端となる。犬吠埼灯台近くには、ユーラシア大陸最西端であるポルトガルのロカ岬との友好碑が建てられている。
- 県最西端：富津岬（富津市）
  - 東経139度44分21秒。東京湾中に明治から大正期に東京湾防衛のために造られた砲台跡の第一海堡と第二海堡の海堡がある。この二つの人工島が千葉県に属すため、厳密には第二海堡が県最西端となる。
- 県最南端：野島崎（南房総市）
  - 北緯34度53分17秒。元禄地震で付近が隆起し、それまで島であった野島が陸続きとなり、野島崎となる。野島崎灯台から更に南の岩礁が最南端となる。

### 地質
第三紀層および白亜紀堆積層。県内には学術的貴重な地層を数多くみることができる。代表例として最東端の犬吠埼では1億3000万年前から1億年前の恐竜時代の地層（砂岩泥岩互層）を見ることができ、白亜紀浅海堆積物として国の天然記念物に指定されており、日本の地質百選にも選定されている。
千葉セクション（市原市）では、約77万年前の地層を見ることができ、地球史上で最後の地磁気逆転（松山‐ブリュンヌ逆転）が起きた時期である更新世の前期と中期の境界を示すものとして極めて貴重であり、国際標準模式層断面及び地点 (Global Boundary Stratotype Section and Point, 略称：GSSP) の候補となった。2020年1月17日、正式に国際地質科学連合により国際標準模式層断面及び地点として認められ、77.4万年前から12.9万年前までの期間が「チバニアン」（Chibanian、千葉時代）と命名されることになった。地質年代に日本の地名が使われるのは初めてである。「養老川流域田淵の地磁気逆転地層」の名称で、国の天然記念物にも指定されている。
鋸山の周辺で採石される石は房州石（ぼうしゅういし）と呼ばれ、このうち鋸山頂上付近でとれるものを金谷石、元名石と呼び、高宕山でとれるものを高宕石と呼ぶ。これらは、上総層群の竹岡層からなる凝灰岩でできている。上総層群は三浦半島に分布する三浦層群と同時期に形成されたことがわかっている。南房総市荒川にて2009年に採石場で新鉱物（千葉石）も発見されている。

### 地形

#### 平野・丘陵
- 平野・台地
  - 下総台地、上総台地、九十九里平野
- 丘陵
  - 房総丘陵、上総丘陵

#### 河川
千葉県は大部分が平野部と低山で構成されているので、急な流れの川や大きな川は少なく、そのような川は多くが利根川のように他県から流れてくるものである。
利根川、夷隅川、養老川、栗山川、小櫃川、一宮川、小糸川、南白亀川、村田川、作田川、木戸川、塩田川、桑納川、手賀川、大堀川

#### 湖・沼
印旛沼、手賀沼、大利根用水、両総用水、成田用水、東総用水、利根運河、利根川河口堰、黒部川水門、北千葉導水路、房総導水路、行徳可動堰、江戸川水閘門（江戸川水門）
亀山湖、高滝湖、豊英湖、八鶴湖、雄蛇ケ池、三島湖、与田浦、岩婦湖、浜の池

#### 海・海岸
太平洋、東京湾、館山湾、鹿島灘、浦賀水道
名洗港海岸、上永井海岸、北九十九里海岸、横芝海岸、一宮海岸、太東漁港海岸、日在・和泉浦海岸、興津港海岸、東条海岸、白渚海岸、千倉海岸、館山港海岸、富山海岸、勝山漁港海岸、富津岬、木更津海岸、千葉港海岸幕張の浜・検見川の浜・いなげの浜、千葉港海岸（船橋地区）船橋港親水公園

#### 干潟
三番瀬、谷津干潟、盤洲干潟、富津干潟

#### 山
安房三名山（富山、御殿山、伊予ヶ岳）、愛宕山、鋸山、鹿野山、清澄山、安房高山、三郡山、嶺岡浅間、高宕山

#### 湧水
千葉県内には多くの湧水地があり、久留里一帯では住民が管理する複数の井戸があり、名水として知られている。
熊野の清水（昭和の名水百選）、生きた水・久留里（平成の名水百選）

### 自然公園
国定公園
南房総国定公園、水郷筑波国定公園
県立自然公園
県立養老渓谷奥清澄自然公園、県立九十九里自然公園、県立印旛手賀自然公園、県立高宕山自然公園、県立嶺岡山系自然公園、県立富山自然公園、県立大利根自然公園、県立笠森鶴舞自然公園

### 気候
太平洋側の気候に属する。平野部が多く起伏の少ない県であり、山岳部の平均標高も低い。更に太平洋沖合いには黒潮（暖流）が流れており霜も少ない為、全体的には年間通して比較的温暖な気候に恵まれ、全域が太平洋側気候（海洋性気候）に属する。内陸性気候特有のフェーン現象や放射冷却の影響を受けにくく、真冬日の豪雪や冷害、真夏日の猛暑を観測することも少ないため、気象災害も起きにくい。
太平洋沿岸部などでは、海流や風の影響で涼しいため、真夏日日数も少ない避暑地である。一方、温暖な海洋性気候である南房総や北東部沿岸地域に対して、下総台地や山岳部（房総丘陵）などの内陸部は内陸性気候に近くなる。また近年では都市化の進行が著しく、都市部（主に県北西部）ではヒートアイランド現象が発生している。
天気予報などで示される地点は、気象台や旧測候所（現在の特別地域気象観測所）のある銚子市（北東部）、千葉市（北西部）、勝浦市（南東部）、館山市（南西部）といずれも海洋性の気候が強い地点であるため、県内内陸部の気温とは大きくかけ離れている点も少なくない。
- 県北部（下総台地、佐原、成田市、印西市、佐倉市など）
県北西部から北東部にかけての内陸地域で、内陸性気候の特色が強い。千葉市の若葉区などの内陸部も含まれる。特に、佐倉市や成田市、香取市周辺にかけては筑波颪が吹き付けるために県内で最も寒さの厳しい地域である。1月の平均最低気温は成田が-2.2℃[39]、佐倉で-1.8℃[40]まで下がり、時には-5℃から-8℃前後まで下がることもある。
- 県北西部（東葛地域、柏市、我孫子市、松戸市、鎌ケ谷市、船橋市など）
柏市、松戸市、我孫子市、流山市、野田市、鎌ケ谷市などが属し、湾岸部に並ぶ人口密集地である。市川市や船橋市などの葛南地域の内陸部もここに該当する。内陸に位置しているため沿岸からの暖気の吹き込みに影響されにくいという点から、時に接岸型の南岸低気圧通過時には県内で唯一、雨に変わらずに雪のまま推移することで積雪を記録することもある。近年はヒートアイランド現象の影響で都市部を中心として、冬の冷え込みが和らぐ一方、夏は熱帯夜になりやすくなっており、東京都心の気候と類似するがそれでもいくらか気温は低めである。
千葉県北西部の天気予報は一括して旧千葉測候所の天候が基準となるために、東葛地域の実際の天候・気温とは異なることも多い。そのため、2002年には気象庁予報警報区分では二次細分区域として「東葛飾」[注釈 4] という区分が誕生した。域内のアメダスは船橋と我孫子にある。
- 湾岸部（京葉地域、浦安市など）
浦安市から市川市、船橋市、千葉市、市原市までの東京湾に隣接した沿岸地域を示す。農地が少なく、県内では県北西部と並び人口密度が高い地域である。そのため、夏は熱帯夜になることもあり、冬は氷点下になることが少ないなど県内で最もヒートアイランドの影響を色濃く受けており、東京都心沿岸部の気候と類似する。千葉市の1月の平均最低気温は2.4度で[41]、これは南房総の鴨川1.7℃[42]や木更津1.6℃[43]、館山1.2℃[44]よりも高く、銚子2.9℃[45]、勝浦2.9℃[46]に次いで3番目の高さとなっているが、これは海に隣接した旧千葉測候所の露場の影響も大きい。千葉県北西部が南岸低気圧による雪の時、千葉市は雪や霙、市原市では雨や霙の場合が多い。
- 県北東部 （九十九里地域、銚子市、茂原市など）
九十九里浜に沿って太平洋に面した地域で、海洋性気候となり千葉県の中でも年中温暖な気候である。特に銚子市の夏は関東平野部の中では最も涼しく、冬の最低気温も県内で最も高い。そのため夏は避暑地に、冬には避寒地として多くの観光客が訪れる。ヒートアイランドの影響が少ないため、少し内陸に入ると冬季は冬日になることも多い[注釈 5]。冬季の南岸低気圧通過時はこの地域には暖気を巻き込むことが多いため、積雪となることは非常に少ない。また、全般に夏は冷涼ながらも、茂原市などの南部内陸部は夏の日中県内でも暑くなりやすい。
- 県南部（南房総地域、木更津市、館山市、市原市、勝浦市など）
南部は温暖な気候と一括されがちであるが、実際には、温暖な沿岸部と寒冷な内陸山岳部（房総丘陵）に二分され、さらに外房（太平洋側）と内房（東京湾側）で気候は異なる。
内陸山岳部は標高の高い丘陵地帯であるため、年間の寒暖の差は大きく内陸性気候となる。冬は、アメダス地点の市原市（牛久）や君津市（坂畑）などの標高の高い内陸部では1月と2月の平均最低気温は氷点下であり、冷え込むことが多く、標高が高い山々では、時に大雪となることがある。市原市（牛久）では内陸性の気候であり、県内の中でも猛暑日を記録することが多い。しかし、朝晩は涼しく熱帯夜は少ない。君津市（坂畑）は亀山湖に近い立地からか夏も涼しく、標高120メートル程の場所としては冷涼な地点のひとつである。
一方、温暖な沿岸部、特に南房総地域は黒潮海流の影響で気候は年間通して温暖で、夏には多くの海水浴場が開設され、冬には避寒地として多くの観光客が訪れる。外房沿岸地域は特に温暖で、霜が降りることはあまりなく、南房総市の南端部は関東で最も春の訪れが早い地域である。一方、内房は外房ほどの温暖さはなく、館山特別地域気象観測所では、1月の平均最低気温が1.2℃[44]と千葉市より低く、冬日を観測することもある。気象区分では南部に属するものの、木更津市などは千葉市の気候とほとんど変わらない。
夏は、外房の御宿町や勝浦市などでは海流や風の影響で涼しく、勝浦の8月の平均最高気温は29℃ほどである[46]。また、過去に猛暑日を記録したことはなく[注釈 6][47]、真夏日日数も少ない避暑地でもある。

| 佐倉          | 香取   | 成田           | 我孫子         | 船橋           | 千葉           | 銚子           | 横芝光         | 茂原           | 市原市 牛久    | 君津市 坂畑    |                |                |               |                |                |                |
| 佐倉          | 香取   | 成田           | 我孫子         | 船橋           | 千葉           | 銚子           | 横芝光         | 茂原           | 市原市 牛久    | 君津市 坂畑    | 木更津         | 勝浦           | 鴨川          | 館山           |                |                |
| 平均 気温 (℃) | 最暖月 | 26.3 （8月）   | 25.4 （8月）   | 26.0 （8月）   | 26.6 （8月）   | 26.8 （8月）   | 27.1 （8月）   | 25.5 （8月）   | 26.1 （8月）   | 26.8 （8月）   | 26.5 （8月）   | 25.3 （8月）   | 26.8（8月）   | 25.9 （8月）   | 26.4 （8月）   | 26.7 （8月）   |
| 平均 気温 (℃) | 最寒月 | 3.7 （1月）    | 3.5 （1月）    | 3.9 （1月）    | 3.3 （1月）    | 4.8 （1月）    | 6.1 （1月）    | 6.6 （1月）    | 4.7 （1月）    | 5.2 （1月）    | 4.1 （1月）    | 3.5 （1月）    | 5.6（1月）    | 6.8 （1月）    | 6.2 （1月）    | 6.4 （1月）    |
| 降水量 (mm)   | 最多月 | 223.3 （10月） | 282.7 （10月） | 257.6 （10月） | 236.4 （10月） | 239.9 （10月） | 225.7 （10月） | 272.5 （10月） | 238.9 （10月） | 265.3 （10月） | 256.8 （10月） | 299.7 （10月） | 261.7（10月） | 295.2 （10月） | 239.9 （10月） | 257.5 （10月） |
| 降水量 (mm)   | 最少月 | 56.0 （12月）  | 69.0 （2月）   | 63.8 （1月）   | 50.5 （1月）   | 61.4 （2月）   | 56.8 （12月）  | 90.5 （2月）   | 63.6 （12月）  | 74.4 （12月）  | 70.9 （12月）  | 89.1 （2月）   | 66.2（1月）   | 89.8 （12月）  | 85.4 （2月）   | 81.9 （2月）   |

### 動植物
陸の動植物
房総半島南部にはニホンザルやニホンジカが生息している。一方、他県に見られるクマなどは生息していない。また日本でブナが分布していない都道府県は、日本では千葉県と沖縄県の2県のみである。
以下は房総の陸上に生息する主要な動植物である。
- ニホンザル : 房総丘陵に位置する高宕山周辺のニホンザルは天然記念物に指定されている。
- ニホンジカ[52]
- ホンドテン

#### 海・川の動植物

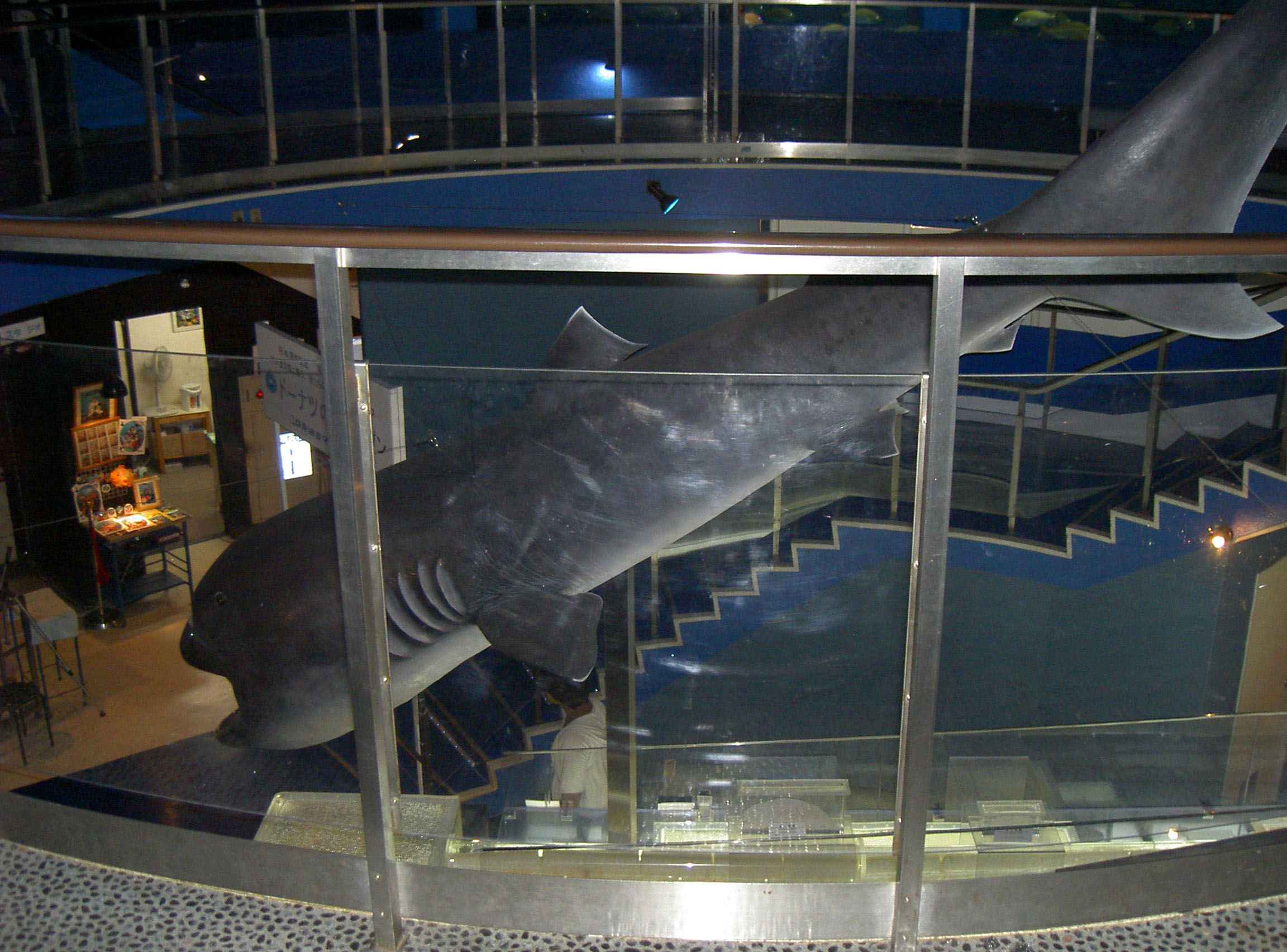
メガマウスの標本

三方を海で囲まれた地形であり、地形・海流の関係により多様な生態系が築かれている。
東京湾は閉鎖性水域と呼ばれる、海水の流出入量が少ない海域である。複数の河川が注ぎ、富栄養化が進んでいる影響で、赤潮や青潮などの現象が度々発生している。湾奥の三番瀬や、富津干潟、盤州干潟などの広大な干潟が現在も残る。これらの干潟にはアサリやバカガイなどの貝が生息し、春から夏にかけて潮干狩りが行われている。アシハラガニやガザミといった甲殻類から、アジサシやカワウなどの鳥類も生息 する。小櫃川河口には環境省のレッドリストにて絶滅危惧IB類に指定されている東京湾固有種のキイロホソゴミムシが生息し、アシ原（ヨシ原）を形成しているアシ（ヨシ）をはじめ、ハマダイコンなどの植物やアマモなどの海藻が生息する。
富津市と鋸南町の境界付近にある明鐘岬周辺より南の海域からは、わずかながらサンゴが生息している。これは、黒潮の影響を受けた海水温と透明度の高い海水が流入するためである。そしてこの近辺からは東京湾海底谷が広がり、メガマウスやミツクリザメなどの貴重な深海生物が多く生息している。館山市周辺海域には造礁サンゴが分布している。日本は黒潮の暖かい海流により世界的に見て造礁サンゴが広い範囲に分布しているが、その中で館山の造礁サンゴは北限とされている。
そのほか東京湾および館山湾周辺にはスズキやメバルにイイダコ、アカエイなど豊富な魚類が生息している。
館山周辺の沿岸から夷隅地区はイセエビが豊富に生息しており、いすみ市および県全体では漁獲高全国1位である。鴨川市には特別天然記念物にも指定されている鯛の浦がある。これは群泳せず浅い海を泳がないマダイが群泳する姿を、海面近くでみることができるためである。
房総半島は標高が低いこともあり、水温の低い谷川はない。そのため、カワゲラやカゲロウは全体として少なく、ヤマメや大卵型のカジカは生息していない。
外来生物
勝浦市にはかつて行川アイランドと呼ばれる観光地があり、この施設から逃げ出したとされるキョンが勝浦市周辺で繁殖しており、県内には数千頭生息しているとされている。また盤洲干潟や富津干潟などにはサキグロタマツメタと呼ばれる貝が流入している。これは本来、中国近海の干潟や瀬戸内海などにしか生息していない貝であったが、中国などからのアサリの輸入に際して混入してきたとされる。この貝はアサリなどの二枚貝を捕食するため、在来種であるツメタガイとともに干潟の多くのアサリの天敵となっている。

## 地域

### 地域区分

千葉県 地域区分図

県下には、37市6郡16町1村がある。自治体における町はすべて「まち」、村は「むら」と読む。県庁による地域区分には、4地域の分類と、県庁および地域振興事務所の所管区域による6区分とがある。県の総人口は6,278,017人。人口は、2025年7月1日現在の推計人口である。
合計特殊出生率は1.14と、全国の1.20を下回っている（2023年）ものの、東京都市圏（1都3県）の中では比較的高い水準である。人口は千葉市や東京23区に近い船橋市、市川市、松戸市、流山市、浦安市、八千代市、柏市を中心に急増しているのに対し、県東部など東京通勤圏最外縁部に位置する市町村では減少傾向にある。そのため総人口の増減では横ばいになっている。千葉県では、今後予想される人口減少や高齢化に対して危機感を持ち、早期段階で子育て支援や労働力確保に力を入れている。

#### 4地域区分
中央地域 2,057,521人
- 千葉市（政令指定都市・業務核都市）
  - 中央区
  - 花見川区
  - 稲毛区
  - 若葉区
  - 美浜区
  - 緑区
- 市原市
- 佐倉市
- 習志野市
- 八千代市
- 四街道市
- 八街市
- 東金市
- 大網白里市

西地域 3,214,870人
- 市川市
- 船橋市（中核市）
- 浦安市
- 鎌ケ谷市
- 松戸市
- 柏市（中核市、業務核都市）
- 我孫子市
- 流山市
- 野田市
- 成田市（業務核都市）
- 白井市
- 印西市（業務核都市）
- 印旛郡
  - 酒々井町
  - 栄町

東地域 291,412人
- 銚子市
- 香取市
- 富里市
- 旭市
- 匝瑳市
- 香取郡
  - 神崎町
  - 多古町
  - 東庄町

南地域 714,214人
- 茂原市
- 勝浦市
- 山武市
- いすみ市
- 館山市
- 木更津市（業務核都市）
- 鴨川市
- 君津市
- 富津市
- 袖ケ浦市
- 南房総市
- 山武郡
  - 九十九里町
  - 芝山町
  - 横芝光町
- 長生郡
  - 長生村
  - 一宮町
  - 睦沢町
  - 白子町
  - 長柄町
  - 長南町
- 夷隅郡
  - 大多喜町
  - 御宿町
- 安房郡
  - 鋸南町

#### 県庁・地域振興事務所の所管区域
- 千葉・市原（県庁直轄） 1,220,438人
- 葛南地域振興事務所（船橋市）所管区域 1,561,048人
- 東葛飾地域振興事務所（松戸市）所管区域 1,416,364人
- 印旛地域振興事務所（佐倉市）所管区域 882,844人
- 香取地域振興事務所（香取市）所管区域 117,839人
- 海匝地域振興事務所（旭市）所管区域 184,548人
- 山武地域振興事務所（東金市）所属区域 221,009人
- 長生地域振興事務所（茂原市）所管区域 157,782人
- 夷隅地域振興事務所（大多喜町）所属区域 81,418人
- 安房地域振興事務所（館山市）所属区域 138,529人
- 君津地域振興事務所（木更津市）所管区域 321,346人

千葉・市原 1,248,872人
千葉市、市原市
葛南 1,707,357人
市川市、船橋市、習志野市、八千代市、浦安市
東葛飾 1,545,120人
松戸市、野田市、柏市、流山市、我孫子市、鎌ケ谷市
北総 717,467人
佐倉市、四街道市、白井市、印西市、成田市、八街市、富里市、印旛郡
香取 96,890人
香取市、香取郡
海匝 144,954人
銚子市、旭市、匝瑳市
東上総 137,045人
茂原市、長生郡
山武 188,941人
東金市、山武市、大網白里市、山武郡
夷隅 62,009人
勝浦市、いすみ市、夷隅郡
南房総 318,942人
木更津市、君津市、富津市、袖ケ浦市
安房 110,420人
館山市、鴨川市、南房総市、安房郡

### 県・市町村の変遷
明治以降
- 慶応4年（1868年）：旧幕府・旗本領が明治政府の支配下に置かれ、柴山典が安房上総知県事、佐市直武が下総知県事に任命される。
- 明治2年（1869年）：下総知県事の管轄区域に葛飾県が、安房上総知県事の管轄区域に宮谷県が設置される。版籍奉還により、現県域内に藩庁を置く以下の各藩藩主が知藩事に任命される。
  - 下総国：関宿藩、佐倉藩、生実藩、多古藩、高岡藩、小見川藩
  - 上総国：菊間藩、鶴牧藩、鶴舞藩、桜井藩、久留里藩、飯野藩、小久保藩、佐貫藩、柴山藩、一宮藩、大多喜藩
  - 安房国：加知山藩、館山藩、長尾藩、花房藩
    - これらの藩のうち、菊間藩（旧駿河沼津藩）、鶴舞藩（旧遠江浜松藩）、桜井藩（旧駿河小島藩）、小久保藩（旧遠江相良藩）、柴山藩（旧遠江掛川藩）、長尾藩（旧駿河田中藩）、花房藩（旧遠江横須賀藩）は、徳川宗家の静岡入封に合わせて駿河・遠江両国から移転してきた藩である。また、加知山藩は知藩事任命に当たって勝山藩から改称したもの。

  - 柴山藩は明治4年（1871年）に藩庁を移転して松尾藩となった。また、明治3年（1870年）に下野高徳藩が移転して曾我野藩が成立している。
  - 明治2年（1869年）に羽前長瀞藩が移転して大網藩が成立したが、1871年（明治4年）に再び藩庁を常陸国に移転して龍崎藩となった。
- 明治4年（1871年）
  - 7月14日（8月29日） - 廃藩置県により現県域内に24県が成立。
    - 従来の県が存続：葛飾県、宮谷県
    - 藩から県に転換：関宿県、佐倉県、生実県、曾我野県、多古県、高岡県、小見川県、菊間県、鶴牧県、鶴舞県、桜井県、久留里県、飯野県、小久保県、佐貫県、松尾県、一宮県、大多喜県、加知山県、館山県、長尾県、花房県

  - 11月14日（12月25日） - 府県統合により、以下の各県を統合して木更津県、印旛県、新治県が成立する。
    - 宮谷県、菊間県、鶴牧県、鶴舞県、桜井県、久留里県、飯野県、小久保県、佐貫県、松尾県、一宮県、大多喜県、加知山県、館山県、花房県→木更津県
    - 葛飾県、関宿県、佐倉県、生実県、曾我野県、結城県、古河県→印旛県
    - 多古県、高岡県、小見川県、麻生県、石岡県、土浦県、志筑県、牛久県、松川県、龍崎県、若森県→新治県
    - 各県の管轄区域は以下の通り。
      - 木更津県（県庁：望陀郡貝淵村〈現木更津市〉）：安房国平郡・安房郡・朝夷郡・長狭郡、上総国天羽郡・周准郡・望陀郡・市原郡・夷隅郡・埴生郡・長柄郡・武射郡・山辺郡
      - 印旛県（県庁：葛飾郡加村〈現流山市〉）：下総国千葉郡・印旛郡・埴生郡・相馬郡・葛飾郡・猿島郡・岡田郡・豊田郡・結城郡
      - 新治県（県庁：新治郡土浦）：下総国香取郡・匝瑳郡・海上郡、常陸国河内郡・信太郡・筑波郡・新治郡・行方郡・鹿島郡
- 1873年（明治6年）6月15日 - 木更津県と印旛県が統合。千葉県となる。県庁を千葉町（現・千葉市中央区本千葉町）に置く。
- 1875年（明治8年）5月7日 - 新治県を廃止。常陸国の6郡は茨城県、下総国の3郡（香取・匝瑳・海上）を千葉県が編入する。あわせて、千葉県管下の下総国のうち利根川以北の区域（結城・豊田・岡田・猿島4郡および葛飾・相馬2郡の一部）を茨城県に、さらに下総国葛飾郡のうち江戸川以西の区域を埼玉県に移管。
- 1878年（明治11年）：郡区町村編制法により、千葉県管下の葛飾郡を東葛飾郡、相馬郡を南相馬郡とし、あわせて下総国埴生郡を下埴生郡、上総国埴生郡を上埴生郡と改称。県下21郡50町2391村となる。
- 1889年（明治22年）4月1日：市制・町村制が施行され、県下66町2391村が43町315村となる。この時、県内では市制施行は行われず。
- 1896年（明治29年）：県内の郡が再編され、以下の12郡となる。
  - 千葉郡、市原郡、香取郡、海上郡、匝瑳郡、夷隅郡、安房郡（平郡、朝夷郡、長狭郡を編入）、君津郡（望陀郡、周准郡、天羽郡を統合して新設）、長生郡（長柄郡と上埴生郡を統合して新設）、山武郡（山辺郡と武射郡を統合して新設）、東葛飾郡（南相馬郡を編入）、印旛郡（下埴生郡を編入）
- 1897年（明治30年）：郡制施行。
- 1899年（明治32年）：香取郡のうち利根川以北・横利根川以西の区域が茨城県稲敷郡に編入。これにより、埋め立てや小規模な境界変更を除いて現県域が確定する。
- 1921年（大正10年）1月1日 - 千葉郡千葉町が千葉県で最初に市制施行、千葉市発足。

昭和以降
- 1933年（昭和8年）2月1日 - 海上郡銚子町ほか3町村が合体市制、銚子市発足。
- 1934年（昭和9年）11月3日 - 東葛飾郡市川町、八幡町ほか2町村が合体市制、市川市発足。
- 1937年（昭和12年）4月1日 - 東葛飾郡船橋町ほか4町村が合体市制、船橋市発足。
- 1939年（昭和14年）11月3日 - 安房郡館山北条町ほか2町が合体市制、館山市発足。
- 1942年（昭和17年）11月3日 - 君津郡木更津町ほか3村が合体市制、木更津市発足。
- 1943年（昭和18年）4月1日 - 東葛飾郡松戸町ほか2村が合体市制、松戸市発足。
- 1950年（昭和25年）5月3日 - 東葛飾郡野田町ほか3村が合体市制、野田市発足。
- 1951年（昭和26年）3月15日 - 香取郡佐原町ほか3町村が合体市制、佐原市発足。
- 1952年（昭和27年）4月1日 - 長生郡茂原町ほか5村が合体市制、茂原市発足。
- 1954年（昭和29年）
  - 3月31日 - 印旛郡成田町ほか6村が合体市制、成田市発足。
  - 同日 - 印旛郡佐倉町ほか5町村が合体市制、佐倉市発足。
  - 4月1日 - 山武郡東金町が市制、東金市発足。
  - 7月1日 - 匝瑳郡八日市場町ほか9村が合体市制、八日市場市発足。
  - 同日 - 海上郡旭町が市制、旭市発足。
  - 8月1日 - 千葉郡津田沼町が千葉市（旧幕張町）の一部を編入して改称市制、習志野市発足。
  - 9月1日 - 東葛飾郡柏町ほか3町村が合体市制、東葛市発足。11月15日に柏市と改称。
- 1958年（昭和33年）10月1日 - 夷隅郡勝浦町が市制、勝浦市発足。
- 1963年（昭和38年）5月1日 - 市原郡市原町、五井町ほか3町が合体市制、市原市発足。
- 1967年（昭和42年）
  - 1月1日 - 東葛飾郡流山町が市制、流山市発足。
  - 同日 - 千葉郡八千代町が市制、八千代市発足。千葉郡消滅。
  - 10月1日 - 市原郡南総町、加茂村が市原市に編入。市原郡消滅。
- 1970年（昭和45年）7月1日 - 東葛飾郡我孫子町が市制、我孫子市発足。
- 1971年（昭和46年）
  - 3月31日 - 安房郡鴨川町ほか2町が合体市制、鴨川市発足。
  - 9月1日 - 東葛飾郡鎌ケ谷町が市制、鎌ケ谷市発足。
  - 同日 - 君津郡君津町が市制、君津市発足。
  - 同日 - 君津郡富津町が市制、富津市発足。
- 1972年（昭和47年）
  - 5月1日 - 茂原市旧自治体と長生郡本納町が合併し茂原市に。
- 1981年（昭和56年）4月1日 - 東葛飾郡浦安町が市制、浦安市発足。
  - 同日 - 印旛郡四街道町が市制、四街道市発足。

平成以降
- 1991年（平成3年）4月1日 - 君津郡袖ヶ浦町が市制、袖ケ浦市発足。君津郡消滅。
- 1992年（平成4年）4月1日 - 千葉市が政令指定都市に移行。中央区、花見川区、稲毛区、若葉区、緑区、美浜区を設置。
- 1992年（平成4年）4月1日 - 印旛郡八街町が市制、八街市発足。
- 1996年（平成8年）4月1日 - 印旛郡印西町が市制、印西市発足。
- 2001年（平成13年）4月1日 - 印旛郡白井町が市制、白井市発足。
- 2002年（平成14年）4月1日 - 印旛郡富里町が市制、富里市発足。
- 2003年（平成15年）6月6日 - 野田市に関宿町が編入。
- 2005年（平成17年）2月11日 - 鴨川市旧自治体と安房郡天津小湊町が合併し鴨川市に。
- 2005年（平成17年）3月28日 - 柏市に東葛飾郡沼南町が編入。東葛飾郡消滅。
- 2005年（平成17年）7月1日 - 旭市旧自治体と海上郡干潟町、飯岡町、海上町が合併し旭市に。海上郡消滅。
- 2005年（平成17年）12月5日 - 夷隅郡夷隅町、大原町、岬町が合併しいすみ市に。
- 2006年（平成18年）1月23日 - 八日市場市と匝瑳郡野栄町が合併し、匝瑳市に。
- 2006年（平成18年）3月20日 - 安房郡富浦町、富山町、三芳村、白浜町、千倉町、丸山町、和田町が合併し、南房総市に。
- 2006年（平成18年）3月27日 - 成田市に香取郡下総町、大栄町が編入。
  - 佐原市、香取郡小見川町、山田町、栗源町が合併し、香取市に。
  - 山武郡成東町、松尾町、山武町、蓮沼村が合併し山武市に。
  - 山武郡横芝町、匝瑳郡光町が合併し、山武郡横芝光町に。匝瑳郡消滅。
- 2010年（平成22年）3月23日 - 印西市に印旛郡印旛村、本埜村が編入。
- 2013年（平成25年）1月1日 - 山武郡大網白里町が市制、大網白里市発足。

現在
- 現在は37市16町1村。うち千葉市に6区。

### 地域特性

#### 北西部
人口密集地域であり、県内の人口の大部分を占める。県央地域、印旛地域、葛南地域、東葛地域に分かれ、北西部として一括りにされることが多い。狭義では、千葉市周辺を除いて、旧東葛飾郡（現在の船橋や我孫子など）の範囲を指すこともある。スポーツ界では、特に葛南・東葛は「サッカー王国」として有名である。アマ界を見ても、高校サッカーにおける激戦区のひとつであり、船橋市立船橋高等学校、習志野市立習志野高等学校、流通経済大学付属柏高等学校などが全国制覇を成し遂げているほか、強豪校が私立・公立ともに多い。
県央地域
千葉市とその周辺地域を指し、市原市などの内房北部や印旛地域の一部も入ることもある。千葉市には県庁が置かれ、県内の政治・経済・文化の中心となっている。東京からは一定の距離があるため、ベッドタウン的側面を持ちつつも、川崎製鉄の企業城下町であったことと、東京湾沿いに京葉工業地帯が立地し産業の中心基盤であるために、昼間流入人口が多い点で、東葛・葛南地域やさいたま市や横浜市とは異なっている。また千葉市は幕張新都心を中心に多国籍企業や外資系企業、国際機関及び国家機関（官公庁）の研究・研修機関が立地しているほか、各大企業の千葉支店・東関東支店が開設される支店経済都市でもあることから、転勤族も少なくなく、年度末、年度初めには人口の社会増減が大きくなる。また、文化的にも県北東部、南部などとの接点が多い。一方、美浜区に代表されるような東京寄りの地域では、千葉市中心部との接点は小さく、千葉都民も多いなど形態は異なっており葛南地域とほとんど変わらない。
印旛地域
内陸工業団地の造成や宅地化が進み千葉ニュータウンや成田ニュータウンなどの大規模ニュータウンが造成されている一方、周辺には自然も多く残る。内陸部側は、北総または印旛と呼ばれている（ただし「北総」には東京湾岸や東総地域など旧下総国地域全体を指す場合もある）。千葉ニュータウンなどの西部では東京への通勤客も多いため千葉都民が多いが、成田市には年間約3100万人が利用する成田国際空港が位置し、航空関連産業が立地する業務拠点都市となっており、佐倉市など周辺部からの通勤客の流入も多い他、東部では千葉市への通勤客も少なくない。利根川沿いは農村地域であり、茨城県との交流も多い。スイカやメロン、梨、人参、落花生栽培など県内では農業が盛んな地域でもある。
葛南地域
習志野市から市川・浦安にかけての総武線の沿線地域が中心であり、京成松戸線沿線や湾岸部には大規模な団地が造成されている。東葛地域と同類に分類されることも多いが、常磐線沿線の東葛と違い千葉駅まで運行する同じ総武線沿線であることから県央地域との接点も一定程度はある。全国各地からの住民の流入により人口が増加。臨海部にはディズニーリゾート、船橋ららぽーとなどの商業施設やレジャー施設が立ち並ぶ。いわゆる「千葉都民」の多い地域で、中でも浦安市は、住民の平均年齢が最も低い市である。
東葛地域
一般に常磐線沿線地域以北を中心とした地域を指すことが多く俗に千葉都民と呼ばれる人が多い。東葛は千葉市を中心とした県央地域との繋がりが浅く、全国紙の地方版も、千葉市周辺版と東葛版に分けられており、むしろ茨城県との交流の方が多く他隣接する埼玉県とも密接な関係にある。千葉県にありながらも千葉県民としての地域意識が薄い点で、県内他地域とは大きく異なっている。柏駅周辺は県内屈指の商業地区となり、千葉市中心街を凌ぐ賑わいでもある。野田市周辺は一部無アクセント地帯となっており、栃木・茨城と言語・文化的に近い。

#### 北東部
主に香取地域、海匝地域と東上総地域の一部を指し、九十九里浜沿いの地域も含む。概ね国道51号や国道126号の沿線を指している。利根川沿い地域では鹿行（鹿嶋市などの茨城県南東部）との交流関係が深く、千葉市との交流も大きい。香取市から鹿嶋市に至る利根川沿いから形成される「水郷」や美しい海岸線を持つ九十九里浜などの観光地を抱える。かつては利根川の運河交通の要衝として栄え、香取神宮などの有名な神社仏閣が鎮座し歴史的な街並みの残る佐原のある香取市や日本有数の漁港・醤油産地としも知られる銚子市などは古くから発展してきた。農業が盛んで、銚子市周辺は比較的温暖な気候のため、畑などでは、メロン、キャベツ、植木などが栽培されている他、成田空港以東の下総台地を構成する地域は、東総と呼ばれており、「香取干潟八万石」といわれる所で、水田地帯が広がり、ブランド米の『多古米』の産地でもある。スポーツ界においてこの地域出身のプロ野球選手が多く、千葉県立銚子商業高等学校、銚子市立銚子高等学校、横芝敬愛高等学校の卒業生が目立つ。

#### 南部
宅地化が進み、工場も立地する内房沿岸地域の北部（県央地域に近いため、南部には分類されないことも多い。）と県内一の観光エリアでもある南房総・外房地域とではかなり異なっている。
君津・木更津地域
君津市までの臨海部は京葉工業地域となっており、多くの工場などが立ち並び、宅地化も進んでいる。県央地域との交流が大きい。木更津市と神奈川県川崎市を結ぶ東京湾アクアラインは神奈川県側や羽田空港からの観光客の県内への一般的な通過点となっており、また海ほたるパーキングエリアの入れ込み客数が多いのが特徴である。近年は木更津市などはアクアラインを経由し東京まで近いために東京への通勤圏ともなっているが、房州弁の影響も残るなど文化的には独自性を保っている。一方、内陸部は房総丘陵の山々が広がっており、手付かずの自然が数多く残されている。
南房総地域
南房総（房総半島南部）は特に温暖な気候であり、県花である菜の花やポピーの栽培が行われている。漁業も盛んで、勝浦漁港は国内有数の鰹の水揚げ港であり、いすみ市の大原漁港は日本一のイセエビの水揚げ漁港である。多くの面積が房総丘陵を代表とした低山の森林地帯であり、構成する地域の半島南部は南総と呼ばれている。この地域は江戸時代後期ごろから房州石と呼ばれる石材が山から切り出されるなどして発展してきており、周辺には房州石で作られた家屋や塀が今も残っている。また、金谷美術館において房州石で本館が建てられるなど、長年地域に密着して使用された石材であることがわかる。

## 人口
県内での人口増減率には大きな地域差があり、東葛地域・印旛地域・県中西部は増加ないしは微減に留まっている一方、県南部や外房地域、北東部地域は減少が激しい。東京特別区に近い地域ほど人口増加率が高く離れるほど低い傾向は同じ東京都市圏に属する埼玉県・神奈川県にも当てはまるが、千葉県は両県に比べてさらにこの傾向が顕著である。

千葉県市町村人口増減率分布図（2015年度と2020年度国勢調査から算出）
増加
10.0 % 以上
7.5 - 9.99 %
5.0 - 7.49 %
2.5 - 4.99 %
0.0 - 2.49 %
減少
0.0 - 2.5 %
2.5 - 5.0 %
5.0 - 7.5 %
7.5 - 10.0 %
10.0 % 以上

| 増加 10.0 % 以上 7.5 - 9.99 % 5.0 - 7.49 % 2.5 - 4.99 % 0.0 - 2.49 % | 減少 0.0 - 2.5 % 2.5 - 5.0 % 5.0 - 7.5 % 7.5 - 10.0 % 10.0 % 以上 |

| |                                        |  |
| 千葉県と全国の年齢別人口分布（2005年） | 千葉県の年齢・男女別人口分布（2005年） |  |
| ■紫色 ― 千葉県 ■緑色 ― 日本全国 | ■青色 ― 男性 ■赤色 ― 女性              |  |
| 千葉県（に相当する地域）の人口の推移 \| 1970年（昭和45年） \| 3,366,624人 \| \| \| 1975年（昭和50年） \| 4,149,147人 \| \| \| 1980年（昭和55年） \| 4,735,424人 \| \| \| 1985年（昭和60年） \| 5,148,163人 \| \| \| 1990年（平成2年） \| 5,555,429人 \| \| \| 1995年（平成7年） \| 5,797,782人 \| \| \| 2000年（平成12年） \| 5,926,285人 \| \| \| 2005年（平成17年） \| 6,056,462人 \| \| \| 2010年（平成22年） \| 6,216,289人 \| \| \| 2015年（平成27年） \| 6,222,666人 \| \| \| 2020年（令和2年） \| 6,284,480人 \| \| |                                        |  |
| 総務省統計局 国勢調査より |                                        |  |
| 1970年（昭和45年） | 3,366,624人                            |  |
| 1975年（昭和50年） | 4,149,147人                            |  |
| 1980年（昭和55年） | 4,735,424人                            |  |
| 1985年（昭和60年） | 5,148,163人                            |  |
| 1990年（平成2年） | 5,555,429人                            |  |
| 1995年（平成7年） | 5,797,782人                            |  |
| 2000年（平成12年） | 5,926,285人                            |  |
| 2005年（平成17年） | 6,056,462人                            |  |
| 2010年（平成22年） | 6,216,289人                            |  |
| 2015年（平成27年） | 6,222,666人                            |  |
| 2020年（令和2年） | 6,284,480人                            |  |

### 都市
千葉県内 市別人口ランキング

### 千葉県内市町別人口・面積・人口密度
| 千葉県の市町村の人口、面積、人口密度（2025年7月1日） | 千葉県の市町村の人口、面積、人口密度（2025年7月1日） | 千葉県の市町村の人口、面積、人口密度（2025年7月1日） | 千葉県の市町村の人口、面積、人口密度（2025年7月1日） | 千葉県の市町村の人口、面積、人口密度（2025年7月1日） |
|                                                      | 市町村                                               | 人口                                                 | 面積                                                 | 人口密度                                             |
| ---------------------------------------------------- | ---------------------------------------------------- | ---------------------------------------------------- | ---------------------------------------------------- | ---------------------------------------------------- |
| 1                                                    | 千葉市                                               | 987,546 人                                           | 271.76km2                                            | 3,634人/km2                                          |
| 2                                                    | 銚子市                                               | 52,431 人                                            | 84.12km2                                             | 623人/km2                                            |
| 3                                                    | 市川市                                               | 501,702 人                                           | 57.44km2                                             | 8,734人/km2                                          |
| 4                                                    | 船橋市                                               | 650,867 人                                           | 85.62km2                                             | 7,602人/km2                                          |
| 5                                                    | 館山市                                               | 42,356 人                                            | 110.05km2                                            | 385人/km2                                            |
| 6                                                    | 木更津市                                             | 136,935 人                                           | 138.90km2                                            | 986人/km2                                            |
| 7                                                    | 松戸市                                               | 501,081 人                                           | 61.38km2                                             | 8,164人/km2                                          |
| 8                                                    | 野田市                                               | 151,596 人                                           | 103.55km2                                            | 1,464人/km2                                          |
| 9                                                    | 茂原市                                               | 83,883 人                                            | 99.92km2                                             | 840人/km2                                            |
| 10                                                   | 成田市                                               | 134,378 人                                           | 213.84km2                                            | 628人/km2                                            |
| 11                                                   | 佐倉市                                               | 163,664 人                                           | 103.69km2                                            | 1,578人/km2                                          |
| 12                                                   | 東金市                                               | 56,712 人                                            | 89.12km2                                             | 636人/km2                                            |
| 13                                                   | 旭市                                                 | 60,286 人                                            | 130.47km2                                            | 462人/km2                                            |
| 14                                                   | 習志野市                                             | 176,097 人                                           | 20.97km2                                             | 8,398人/km2                                          |
| 15                                                   | 柏市                                                 | 437,726 人                                           | 114.74km2                                            | 3,815人/km2                                          |
| 16                                                   | 勝浦市                                               | 14,995 人                                            | 93.96km2                                             | 160人/km2                                            |
| 17                                                   | 市原市                                               | 261,326 人                                           | 368.16km2                                            | 710人/km2                                            |
| 18                                                   | 流山市                                               | 214,416 人                                           | 35.32km2                                             | 6,071人/km2                                          |
| 19                                                   | 八千代市                                             | 205,631 人                                           | 51.39km2                                             | 4,001人/km2                                          |
| 20                                                   | 我孫子市                                             | 130,431 人                                           | 43.15km2                                             | 3,023人/km2                                          |
| 21                                                   | 鴨川市                                               | 29,627 人                                            | 191.14km2                                            | 155人/km2                                            |
| 22                                                   | 鎌ケ谷市                                             | 109,870 人                                           | 21.08km2                                             | 5,212人/km2                                          |
| 23                                                   | 君津市                                               | 78,130 人                                            | 318.78km2                                            | 245人/km2                                            |
| 24                                                   | 富津市                                               | 38,855 人                                            | 205.40km2                                            | 189人/km2                                            |
| 25                                                   | 浦安市                                               | 173,060 人                                           | 17.25km2                                             | 10,032人/km2                                         |
| 26                                                   | 四街道市                                             | 94,822 人                                            | 34.52km2                                             | 2,747人/km2                                          |
| 27                                                   | 袖ケ浦市                                             | 65,022 人                                            | 94.82km2                                             | 686人/km2                                            |
| 28                                                   | 八街市                                               | 65,292 人                                            | 74.94km2                                             | 871人/km2                                            |
| 29                                                   | 印西市                                               | 109,146 人                                           | 123.79km2                                            | 882人/km2                                            |
| 30                                                   | 白井市                                               | 61,103 人                                            | 35.48km2                                             | 1,722人/km2                                          |
| 31                                                   | 富里市                                               | 49,568 人                                            | 53.88km2                                             | 920人/km2                                            |
| 32                                                   | 南房総市                                             | 32,329 人                                            | 229.55km2                                            | 141人/km2                                            |
| 33                                                   | 匝瑳市                                               | 32,237 人                                            | 101.48km2                                            | 318人/km2                                            |
| 34                                                   | 香取市                                               | 66,794 人                                            | 262.35km2                                            | 255人/km2                                            |
| 35                                                   | 山武市                                               | 45,578 人                                            | 146.77km2                                            | 311人/km2                                            |
| 36                                                   | いすみ市                                             | 32,680 人                                            | 157.50km2                                            | 207人/km2                                            |
| 37                                                   | 大網白里市                                           | 46,431 人                                            | 58.08km2                                             | 799人/km2                                            |
| 38                                                   | 酒々井町                                             | 20,215 人                                            | 19.01km2                                             | 1,063人/km2                                          |
| 39                                                   | 栄町                                                 | 19,279 人                                            | 32.51km2                                             | 593人/km2                                            |
| 40                                                   | 神崎町                                               | 5,497 人                                             | 19.90km2                                             | 276人/km2                                            |
| 41                                                   | 多古町                                               | 12,588 人                                            | 72.80km2                                             | 173人/km2                                            |
| 42                                                   | 東庄町                                               | 12,011 人                                            | 46.25km2                                             | 260人/km2                                            |
| 43                                                   | 九十九里町                                           | 13,063 人                                            | 24.44km2                                             | 534人/km2                                            |
| 44                                                   | 芝山町                                               | 6,481 人                                             | 43.24km2                                             | 150人/km2                                            |
| 45                                                   | 横芝光町                                             | 20,676 人                                            | 67.01km2                                             | 309人/km2                                            |
| 46                                                   | 一宮町                                               | 11,863 人                                            | 22.97km2                                             | 516人/km2                                            |
| 47                                                   | 睦沢町                                               | 6,290 人                                             | 35.59km2                                             | 177人/km2                                            |
| 48                                                   | 長生村                                               | 12,923 人                                            | 28.25km2                                             | 457人/km2                                            |
| 49                                                   | 白子町                                               | 9,549 人                                             | 27.50km2                                             | 347人/km2                                            |
| 50                                                   | 長柄町                                               | 6,110 人                                             | 47.11km2                                             | 130人/km2                                            |
| 51                                                   | 長南町                                               | 6,427 人                                             | 65.51km2                                             | 98人/km2                                             |
| 52                                                   | 大多喜町                                             | 7,961 人                                             | 129.87km2                                            | 61人/km2                                             |
| 53                                                   | 御宿町                                               | 6,373 人                                             | 24.85km2                                             | 256人/km2                                            |
| 54                                                   | 鋸南町                                               | 6,108 人                                             | 45.17km2                                             | 135人/km2                                            |

### 千葉県人口動態
一貫して人口増加が続いている。東日本大震災直後は一時的な人口減少が見られたが、すぐに回復して2015年国勢調査までには震災前の人口を上回った。近年は社会増加分と自然減少分が拮抗しており人口は横ばいとなっている。
| 実施年 | 人口（人） | 増減人口（人） | 人口増減率(%) | 国内増減率(%) | 増加率全国順位 |
| ------ | ---------- | -------------- | ------------- | ------------- | -------------- |
| 1960年 | 2,306,010  | -              | -             | -             | -              |
| 1965年 | 2,701,770  | 395,760        | 17.16         | 5.20          | 4位            |
| 1970年 | 3,366,624  | 664,854        | 24.61         | 5.54          | 2位            |
| 1975年 | 4,149,147  | 782,523        | 23.24         | 7.92          | 2位            |
| 1980年 | 4,735,424  | 586,277        | 14.13         | 4.57          | 1位            |
| 1985年 | 5,148,163  | 412,739        | 8.72          | 3.40          | 1位            |
| 1990年 | 5,555,429  | 407,266        | 7.91          | 2.12          | 2位            |
| 1995年 | 5,797,782  | 242,353        | 4.36          | 1.58          | 3位            |
| 2000年 | 5,926,285  | 128,503        | 2.22          | 1.08          | 7位            |
| 2005年 | 6,056,462  | 130,177        | 2.20          | 0.66          | 6位            |
| 2010年 | 6,216,289  | 159,827        | 2.64          | 0.23          | 3位            |
| 2015年 | 6,222,666  | 6,377          | 0.10          | 0.75          | 8位            |
| 2020年 | 6,284,480  | 61,814         | 0.99          | 0.75          | 5位            |

### 埼玉・神奈川・東京との人口推移比較
1995年から2020年の25年間で千葉県は50万人程の人口増加を記録しているが、神奈川県は約100万人、東京都は200万人以上人口が増加している。首都圏全体で人口流入は続いているが近年は人口重心が南側に偏る傾向が見られており千葉県の人口増加は緩やかである。
| 実施年 | 千葉県人口(人) | 埼玉県人口(人) | 神奈川人口(人) | 東京都人口(人) | 千葉県増加率 | 埼玉県増加率 | 神奈川増加率 | 東京都増加率 |
| ------ | -------------- | -------------- | -------------- | -------------- | ------------ | ------------ | ------------ | ------------ |
| 1970年 | 3,366,624      | 3,866,472      | 5,472,247      | 11,408,071     | -            | -            | -            | -            |
| 1995年 | 5,797,782      | 6,759,311      | 8,245,900      | 11,773,605     | 72.2         | 74.8         | 50.7         | 3.2          |
| 2020年 | 6,284,480      | 7,344,765      | 9,237,337      | 14,047,594     | 8.4          | 8.7          | 12.0         | 19.3         |

## 政治

### 県政

#### 県のシンボル
- 県章

千葉県旗とその中に描かれる県章

  - 県章は、カタカナの（チ）と（ハ）を図案化したもの。（1909年（明治42年）12月28日制定）
- 県旗
  - 県旗は、中央に県章を配し、地は希望と発展を表す空色、マークは菜の花の薄黄色で縁取ったもの。（1963年（昭和38年）7月29日制定）
- 県の歌
  - 鈴木弥太郎作詞、長谷川良夫作曲。（1964年（昭和39年）制定）
- 県の花
  - 県の花は「なのはな」。1954年（昭和29年）4月にNHKが一般に公募した。正式には決められてはいない。
- 県の体操
  - 県の体操はなのはな体操と定められており、高齢者向けや児童向けがある。
- 県のロゴ[66]
  - ひらがなの「ちば」を元にデザインしたロゴ。「縦書き」「横書き」があり、それぞれに「白地に色文字」「色地に白抜き文字」がある。また、ひらがなにローマ字（CHIBA）併記のものもある。2006年（平成18年）11月2日公表。

#### 県政史
- 1874年（明治7年）：千葉県初代権令（県令）に柴原和が任命される。
- 1877年（明治10年）：県令柴原和が「県治実践録」を刊行。
- 1879年（明治12年）：第1回県議会議員選挙を実施。各郡より48名人の新議員が選出される。
- 1880年（明治13年）：夷隅郡に民権政社「以文会」が結成。
- 1911年（明治44年）：新県庁舎の開庁式が行われる。
- 1924年（大正13年）：千葉県立図書館を設置。
- 1928年（昭和3年）：普通選挙による初の千葉県会議員選挙を実施。普通第1回選挙で、川島正次郎ら11名が当選。
- 1939年（昭和14年）：国民精神総動員事務局を県庁内に設置。
- 1940年（昭和15年）：大政翼賛会千葉県支部発足。
- 1941年（昭和16年）：第1回大政翼賛会千葉県協力会議開催。
- 1942年（昭和17年）：千葉県翼賛壮年団を結成。翼賛選挙で翼協推薦候補9名、非推薦候補2名が当選。満州開拓青少年義勇隊の千葉県支部隊91名が渡満。
- 1946年（昭和21年）：千葉県庁内に第82軍政部（後の千葉民事部）が設置、保護下に入る。
- 1947年（昭和22年）：初の県知事公選によって、川口為之助が選出。農地改革による第1回農地買収を実行。千葉県教職員組合結成。千葉県警察発足。
- 1950年（昭和25年）：県と千葉市の誘致活動により川崎製鉄千葉製鉄所の建設が決定。
- 1952年（昭和27年）：千葉県企業誘致特別条例制定。
- 1958年（昭和33年）：九十九里射撃場（キャンプ・カタカイ）の無制限射撃中止をアメリカ軍が通告。
- 1959年（昭和34年）：日米安保改正阻止千葉県民会議が結成。千葉県公害対策協議会規則制定。
- 1961年（昭和36年）：京葉臨海工業地帯造成計画を作成。八幡製鐵の君津誘致協定を調印。
- 1962年（昭和37年）：新県庁舎が完成。
- 1963年（昭和38年）：千葉県公害防止条例が施行。
- 1964年（昭和39年）：県10支庁発足。千葉県第1次総合五カ年計画を発表。
- 1968年（昭和43年）：市原市に千葉県公害研究所（現千葉県環境研究センター）を設置。
- 1973年（昭和48年）：県政百周年事業式典が挙行。第28回国民体育大会（若潮国体）夏季大会開催。
- 1981年（昭和56年）：千葉県第2次新総合五カ年計画を策定。
- 1982年（昭和57年）：東京湾横断道路建設促進県民協議会を設立。
- 1983年（昭和58年）：千葉新産業三角構想を策定。
- 1996年（平成8年）：県本庁舎（現本庁舎）完成。
- 1999年（平成11年）：千葉県長期ビジョン「みんなでひらく2025年のちば」を策定。
- 2000年（平成12年）：新世紀ちば五カ年計画を決定。
- 2002年（平成14年）9月30日：千葉県血清研究所を廃止。
- 2006年（平成18年）：全国初の障害者差別をなくすための条例である「障害のある人もない人も共に暮らしやすい千葉県づくり条例」を制定。

#### 知事
- 現・千葉県知事（民選第9代）
  - 熊谷俊人（くまがいとしひと）2021年（令和3年）4月5日 -
- 歴代知事については千葉県知事一覧を参照。

#### 財政
平成29年度
- Iグループ（財政力指数0.5以上）
  - 財政力指数 0.77（全国平均0.51、都を除く全自治体中第3位[67]）

参考
- 平成19年度財政力指数 0.76
- 平成18年度財政力指数 0.70
- 平成17年度財政力指数 0.65
- 平成16年度財政力指数 0.63

#### 公共施設

##### 県立文化会館
- 千葉県文化会館（千葉市中央区）
- 千葉県東総文化会館（旭市）
- 千葉県南総文化ホール（館山市）
- 青葉の森公園芸術文化ホール（千葉市中央区）

##### 県立図書館
- 千葉県立中央図書館（千葉市中央区）[68]
- 千葉県立西部図書館（松戸市）[68]
- 千葉県立東部図書館（旭市）[68]

##### 県立博物館
※2004年（平成16年）4月1日から県立博物館・美術館の利用料金が有料になった。
- 中央博物館（千葉市中央区）
  - 中央博物館分館 海の博物館（勝浦市）
  - 大利根分館（香取市）
  - 大多喜城分館（大多喜町）
- 現代産業科学館（市川市）
- 関宿城博物館（野田市）
- 房総のむら（栄町・成田市）

##### 県立美術館
- 千葉県立美術館（千葉市中央区）

##### スポーツ施設
- 千葉県総合スポーツセンター（千葉市稲毛区）
- 千葉県国際総合水泳場（習志野市）
- 千葉県立東総運動場（旭市）

##### 県立公園
- 柏の葉公園（柏市）
- 行田公園（船橋市）
- 印旛沼公園（印西市）
- 幕張海浜公園（千葉市美浜区）
- 羽衣公園（千葉市中央区）
- 青葉の森公園（千葉市中央区）
- 蓮沼海浜公園（山武市）
- 富津公園（富津市）
- 館山運動公園（館山市）
- 北総花の丘公園（印西市）
- 長生の森公園(敷地内に長生の森公園野球場がある。)（茂原市）
- 手賀沼自然ふれあい緑道（柏市）

##### 県民の森
- 県民の森#関東を参照

#### 行政サービス

##### インフラストラクチャ
千葉県の公共下水道普及率は長年全国平均を下回っており、2009年（平成21年）3月末の調査では、全国よりも5%ほど低い67.2%である。千葉市や柏市など北西部の都市では普及率が軒並み80%を超えるが、館山市や旭市などでは10%を下回るなど低い状況にあり、南房総市やいすみ市など公共下水道事業が実施されていない地域も多い。また上水道給水人口比率は94.1%の全国26位、主要道路の舗装率は99.9%と全国1位だが、市町村道舗装率は81.1%と全国25位である。以上のように千葉県のインフラストラクチャは国内でも高い水準とはいえず、県庁の県土整備部などが改善に向けた活動を行っている。

##### 千葉県インターネット放送局
「千葉県インターネット放送局」は千葉県が運営するインターネットテレビ放送である。知事定例記者会見、ウィークリー千葉県、県立病院紹介など7系統のチャネルを用意して県政の広報に務めている。

#### 自衛隊
- 松戸駐屯地 - 松戸市
- 習志野駐屯地(習志野分屯基地) - 船橋市
- 下志津駐屯地 - 千葉市
- 木更津駐屯地(木更津基地) - 木更津市
- 下総航空基地 - 柏市
- 館山航空基地 - 館山市
- 市ヶ谷基地柏送信所 - 柏市
- 峯岡山分屯基地 - 南房総市

## 経済・産業

### 県内に本社を置く主な企業
千葉市

| - イオン（美浜区） - イオンモール（美浜区） - イオンリテール（美浜区） - OPA（イオン系列のファッションデパート）（美浜区） - まいばすけっと（イオン系列の小型スーパー）（美浜区） - ミニストップ（イオン系列のコンビニ）（美浜区） - セイコーインスツル（SII）（美浜区） - シー・ヴイ・エス・ベイエリア（美浜区） - 幕張メッセ（美浜区） - 東洋エンジニアリング（美浜区） - メルセデス・ベンツ日本（美浜区） | - ウェザーニューズ（美浜区） - 千葉興業銀行（美浜区） - 新日本建設（美浜区） - QVCジャパン（美浜区） - 銚子丸（美浜区） - オランダ家（美浜区） - 千葉銀行（中央区） - 京葉銀行（中央区） - 千葉薬品（中央区） | - ZOZO（旧スタートトゥデイ）（稲毛区） - オートウェーブ（稲毛区） - 鬼怒川ゴム工業（稲毛区） - 住友建機製造（稲毛区） - タカヨシ（美浜区） |

市川市

| - 京葉瓦斯 - デイリーヤマザキ - 京成電鉄 - 市進ホールディングス - アマゾンジャパン・ロジスティクス |

柏市

| - ジェーソン - 三喜 - 三協フロンテア - 広島建設 - 昭和ゴム - 岡本硝子 - パウダーテック - 日立物流首都圏 - 日立ヘルスケア・マニュファクチャリング |

浦安市

| - オリエンタルランド - シー・ヴイ・エス・ベイエリア - リーガルコーポレーション - ユニリビング |

茂原市

| - 双葉電子工業 - K&Oエナジーグループ - 関東天然瓦斯開発 - 大多喜ガス |

船橋市

| - ユアサ・フナショク - 石井食品 - 横河ブリッジ |

成田市